# نيوا ميرفيده

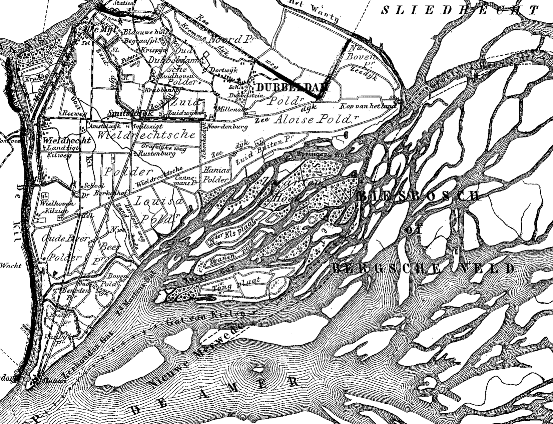
المسار المتوقع لنيوا ميرفيده، حوالي 1868 (الخطوط المنقطة).

نيوا ميرفيده ("ميرفيده الجديدة") هو قنال يغذيه نهر الراين, تم إنشاؤه عام 1870 كي يشكل فرع في الراين-نهر الميز دلتا.

## مصادر خارجية

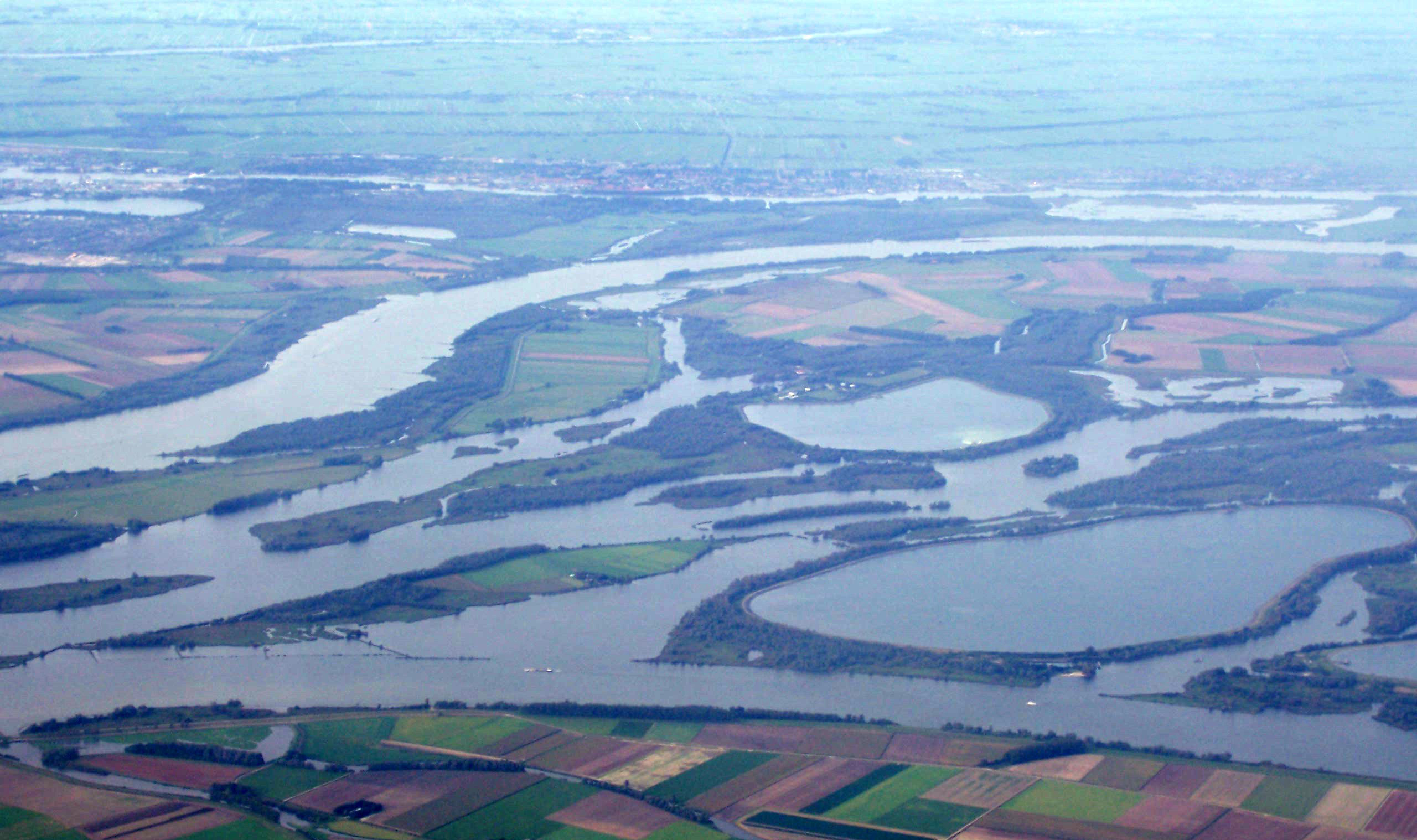
نيوا ميرفيده في المنتصف